# 布拉赫特佩河
51°1′49.7″N 7°49′44.83″E / 51.030472°N 7.8291194°E
布拉赫特佩河（德語：Brachtpe），是德國的河流，位於該國西部，流經北萊茵-威斯特法倫州，屬於比格河的支流，河道全長10.5公里，流域面積49.4平方公里。